# コミュニティ・オブ・クライスト

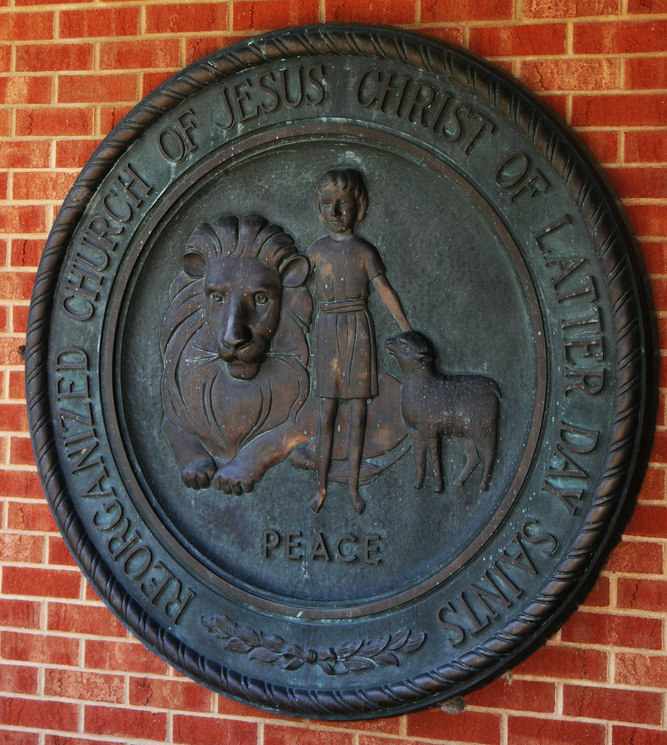
コミュニティ・クライストの紋章（ライオンと子羊と子ども＝キリスト）

コミュニティ・オブ・クライスト（Community of Christ）は、アメリカ合衆国を拠点とするリベラルキリスト教会。旧称「復元末日聖徒イエス・キリスト教会」（The Reorganized Church of Jesus Christ of Latter Day Saints：RLDS）。
俗にモルモン教と呼ばれる末日聖徒イエス・キリスト教会と同じくジョセフ・スミス・ジュニアが創設した教団をルーツとする。本部はアメリカ合衆国ミズーリ州インディペンデンス。世界50ヶ国に25万人の会員を擁すると公称している。日本では「復元イエス・キリスト教会」の名で活動を行っており、東京都世田谷区成城、沖縄県宜野湾市に礼拝施設を持つ。末日聖徒独特の聖典を使用する一方、三位一体 を承認し基本的な教義はアメリカのメインラインプロテスタントと同じである。

## 歴史
モルモン教の教祖ジョセフ・スミス・ジュニアは1844年、暴動罪により収監されていたイリノイ州カーセージの牢獄で私刑によって暗殺された。その死後教団は、カナダとイギリスでの伝道に成功し新規改宗者・移住者からの支持の厚かった十二使徒ブリガム・ヤングが支持者と共に西部へ移住するモルモン開拓者となる一方、初期に改宗し既にコロニーを形成していたグループは残留、教会は分裂した。分裂の原因は
1. ジョセフ･スミスは生前後継者選任方法を明らかにしていなかった。
2. ブリガム･ヤングはジョセフ･スミスの計画の従順な後継者ではなかった（ジョセフ･スミスが南部への移住を検討していたのに対しブリガム･ヤングは西部への移住を決行したなど）。
3. ブリガム･ヤングの活動は主にアメリカ国外での伝道活動であり、古くからの改宗者達にとって彼の指導力には疑念があった。
4. 教会内部の扶助協会で主権者相続における派閥があった。

等が挙げられる。
残留した信者達は約50ほどのコロニーに別れ緩やかな連合体を形成したが、やがてジョセフ・スミス・ジュニアと正妻エマ・スミスの間に誕生したジョセフ・スミス・三世の成長を待って正統な後継預言者として擁立、1860年に教団が再組織（復元）された。当初はブリガム・ヤング派と同じく「末日聖徒イエス・キリスト教会」としていたが、1872年に「復元末日聖徒イエス・キリスト教会」と改称した。
2001年にはコミュニティー・オブ・クライストと教会名を改称（日本では「復元イエス･キリスト教会」）。末日聖徒イエス・キリスト教会との公的な交流はなく（有志による合同の歴史学会は存在している）、独自の発展を遂げている。

## 教義（ブリガム・ヤング派との相違）
神、キリストについて
末日聖徒イエス・キリスト教会と違い三位一体論を承認する。
多妻婚についての見解
創立当初から一夫多妻制教義は恥ずべき慣習として否定。一夫多妻制の教義はブリガム・ヤングが分裂後に定めたものとするが、仮にジョセフ・スミス・ジュニアが事実上の一夫多妻制を行っていたとすれば誤った行為であったとしている。
神権
1984年より女性への神権授与が認められている。
知恵の言葉
飲酒、喫煙を禁止する戒めは存在しないが、聖職に就く者はこれらを遠ざけるよう求められる。
預言者
預言者への聖任はその言動の無謬性を保障するものではない。任期の定めはないが終身制ではなく、後継者は現任預言者が指名する。ジョセフ・スミス・ジュニアの直系子孫が預言者に就任していたが1996年に W. Grant McMurray が預言者として聖任された。
献金の義務
什分の一の律法は全収入から租税公課、生活費を引いた残りの10％を献金額とし、所属の教会に納める（末日聖徒イエス・キリスト教会(モルモン教)は全収入から租税公課前の額を基準とし、基準の10%を教団指定口座に納付し毎年末指導者との個別面談で納付状況の確認を受ける）。

## 聖典
聖書
霊感訳聖書（ジョセフ・スミス・ジュニア訳）を使用。
モルモン書
モルモン書がジョセフ・スミス・ジュニアが金版から翻訳したものか創作かは信徒個人の判断に任せる。
教義と誓約
ブリガム・ヤング派がジョセフ・スミス・ジュニアの死後ブリガム・ヤングが後継預言者として聖任されるまでなのに対して、復元派はジョセフ・スミス・ジュニアの死後40章以上追加。預言者が受ける啓示は総大会での承認を経て「教義と誓約」に新たに追加されている。